# Vila do Conde
Vila do Conde is een gemeente in het Portugese district Porto.
De gemeente heeft een totale oppervlakte van 149 km² en telde 74.391 inwoners in 2001.

## Geboren
- Hélder Postiga (1982), voetballer
- Fábio Coentrão (1988), voetballer
- André André (1989), voetballer

## Kernen
De volgende freguesias liggen in Vila do Conde:
| - Arcos - Árvore - Aveleda - Azurara - Bagunte - Canidelo - Fajozes - Ferreiró - Fornelo - Gião - Guilhabreu - Junqueira - Labruge - Macieira da Maia - Malta | - Mindelo - Modivas - Mosteiró - Outeiro Maior - Parada - Retorta - Rio Mau - Tougues - Touguinha - Touguinhó - Vairão - Vila Chã - Vila do Conde - Vilar - Vilar do Pinheiro |